# Марія Стоянова
Марія Стоянова (19 липня 1947) — болгарська баскетболістка.
Бронзова призерка Олімпійських ігор 1976 року.